# Ptilodactyla curtiramos
Ptilodactyla curtiramos is een keversoort uit de familie Ptilodactylidae. De wetenschappelijke naam van de soort is voor het eerst geldig gepubliceerd in 1929 door Pic.